# Resistência massiva
A resistência massiva foi uma estratégia declarada pelo senador americano Harry F. Byrd da Virgínia e seu cunhado James M. Thomson, que representou Alexandria na Assembléia Geral da Virgínia, para fazer com que os políticos brancos do estado aprovassem leis e políticas para prevenir a dessegregação em escolas públicas, particularmente após Brown v. Board of Education. Muitas escolas, e até mesmo um sistema escolar inteiro, foram fechadas em 1958 e 1959 em tentativas de bloquear a integração, perante a Suprema Corte da Virgínia e um painel especial de três juízes do Distrito Federal do Distrito Leste da Virgínia, com sede em Norfolk, declarou essas políticas inconstitucionais.